# Campeonato Paulista de Futebol de 1953 - Segunda Divisão
O Campeonato Paulista de Futebol de 1953 - Segunda Divisão equivaleu ao segundo nível do futebol no estado de São Paulo. Foi a sétima edição do torneio organizado pela Federação Paulista de Futebol, e teve como campeão o Noroeste, que com o título obteve o acesso ao Campeonato Paulista de Futebol de 1954. Pela primeira vez foi limitado o número de participantes em 20 times, apenas com clubes de cidades com mais de 50 mil habitantes. Os times de cidades com população inferior disputaram neste ano a primeira edição do Campeonato Paulista da 3ª Divisão, que não chegou a ser finalizado.

## Forma de disputa
Na primeira fase as 20 equipes foram divididas em 3 grupos, disputado por pontos corridos em turno e returno, onde os dois primeiros colocados de cada grupo avançaram à fase final. Os 6 finalistas formaram novo grupo, onde disputaram o título por pontos corridos em dois turnos.